# Модоло
Модоло (итал. Modolo) — коммуна в Италии, располагается в регионе Сардиния, в провинции Ористано.
Население составляет 193 человека (2008 г.), плотность населения составляет 77 чел./км². Занимает площадь 3 км². Почтовый индекс — 8019. Телефонный код — 0785.
Покровителем коммуны почитается святой апостол Андрей, празднование 11 мая и 30 ноября.

## Демография
Динамика населения:

## Администрация коммуны
- Официальный сайт: https://web.archive.org/web/20080704120748/http://www.comune.modolo.nu.it/